# Tbilisica alata
Tbilisica alata är en insektsart som beskrevs av Dlabola 1984. Tbilisica alata ingår i släktet Tbilisica och familjen dvärgstritar. Inga underarter finns listade i Catalogue of Life.